# Deon Richmond
Deon Richmond (New York, 2 aprile 1978) è un attore statunitense.

## Biografia
Deon Richmond è conosciuto soprattutto per essere stato nel cast de I Robinson dal 1986 al 1992, dove ha interpretato Kenny, il migliore amico di Rudy (l'ultimogenita della famiglia). 
Dopo aver terminato la serie, ha partecipato a numerose sit com tra le quali Sister, Sister, Getting By e Theachers.
È comparso inoltre nei video musicali dei Kool & the Gang della canzone Cherish e in quello dei Kris Kross in Warm it up.
Inoltre ha interpretato il giovane Eddie Murphy nel film Nudo e crudo, nella scena iniziale dove viene mostrato il momento in cui Eddie bambino si esibisce per la prima volta davanti ai parenti.
Dal 2010 è apparso meno frequentemente. È apparso nella commedia FDR: American Badass! nel 2012 e ha recitato come guest star nel finale della serie di Psych nel 2014.

## Filmografia
- Enemy Terrory, regia di Peter Manoogian (1987)
- Nudo e crudo (Eddie Murphy Raw), regia di Robert Townsend (1987)
- Trippin, regia di David Raynr (1999)
- Scream 3, regia di Wes Craven (2000)
- Non è un'altra stupida commedia americana (Not Another Teen Movie), regia di Joel Gallen (2001)
- Maial College (Van Wilder), regia di Walt Becker (2002)
- Hatchet, regia di Adam Green (2006)

## Doppiatori italiani
Nelle versioni in italiano delle opere in cui ha recitato, Deon Richmond è stato doppiato da:
- Mirko Mazzanti in Scream 3
- Christian Iansante in Non è un'altra stupida commedia americana
- Andrea Mete in Maial College
- Davide Lepore in Hatchet
- Riccardo Scarafoni in Psych